# VirtualDubMod
VirtualDubMod(버추얼덥모드)는 Avery Lee의 VirtualDub에 기반한 마이크로소프트 윈도우용 오픈 소스 비디오 캡처, 처리 도구이다.

## 특징
VirtualDubMod는 Doom9 포럼에 개시된 VirtualDub의 여러 전문화된 포크에 합쳐졌다. 추가된 기능은 마트료시카(MKV) 지원, OGM 지원, 그리고 MPEG-2지원이다.
하나의 주목할만한 특징은 VirtualDubMod의 예정 비디오 캡처 기능이다.
비록 VirtualDubMod의 개발은 중지됐지만, 이것의 몇 특징이 VirtualDub 플러그인으로서 적용될 수 있다. ACM 코덱이 유저 VirtualDub 포럼을 통해 제공된다.

## 같이 보기
- Avidemux
- VirtualDub